# Korean Destroyer eXperimental
Le programme Korean Destroyer eXperimental (sigle : KDX) est un important programme de construction navale lancé par la marine de la République de Corée.
Il s’agit d’un programme en trois phases composé de trois classes de navires :
- KDX-I (3800 tonnes de déplacement) ;
- KDX-II (5500 tonnes) ;
- KDX-III équipé du système de combat Aegis (11000 tonnes) ;
- KDX-IIA, dérivé prévu du KDX-II avec système de combat Aegis (5500 à 7500 tonnes).

## Destroyer de classe Gwanggaeto le Grand (KDX-I)
| Nom                      | Pennant number | Constructeur            | Lancé             | Commissionné    | Déclassé | Statut |
| ------------------------ | -------------- | ----------------------- | ----------------- | --------------- | -------- | ------ |
| ROKS Gwanggaeto le Grand | DDH-971        | Daewoo Heavy Industries | 28 octobre 1996   | 24 juillet 1998 |          | Actif  |
| ROKS Eulji Mundeok       | DDH-972        | Daewoo Heavy Industries | 16 octobre 1997   | 30 août 1999    |          | Actif  |
| ROKS Yang Man-chun       | DDH-973        | Daewoo Heavy Industries | 30 septembre 1998 | 29 juin 2000    |          | Actif  |

## Destroyer de classe Chungmugong Yi Sun-shin (KDX-II)
| Nom                         | Pennant number | Constructeur                             | Lancé            | Commissionné      | Déclassé | Statut |
| --------------------------- | -------------- | ---------------------------------------- | ---------------- | ----------------- | -------- | ------ |
| ROKS Chungmugong Yi Sun-sin | DDH-975        | Daewoo Shipbuilding & Marine Engineering | 15 mai 2002      | 30 novembre 2003  |          | Actif  |
| ROKS Munmu le Grand         | DDH-976        | Hyundai Heavy Industries                 | 11 avril 2003    | 30 septembre 2004 |          | Actif  |
| ROKS Dae Jo-yeong           | DDH-977        | Daewoo Shipbuilding & Marine Engineering | 12 novembre 2003 | 30 juin 2005      |          | Actif  |
| ROKS Wang Geon              | DDH-978        | Hyundai Heavy Industries                 | 4 mai 2005       | 10 novembre 2006  |          | Actif  |
| ROKS Gang Gam-chan          | DDH-979        | Daewoo Shipbuilding & Marine Engineering | 16 mars 2006     | 1 octobre 2007    |          | Actif  |
| ROKS Choe Yeong             | DDH-981        | Hyundai Heavy Industries                 | 20 octobre 2006  | 4 septembre 2008  |          | Actif  |

## Destroyer de classe Sejong le Grand (KDX-III)
| Nom                        | Pennant number | Constructeur                             | Lancé            | Commissionné     | Déclassé | Statut |
| -------------------------- | -------------- | ---------------------------------------- | ---------------- | ---------------- | -------- | ------ |
| ROKS Sejong le Grand       | DDG-991        | Hyundai Heavy Industries                 | 25 mai 2007      | 22 décembre 2008 |          | Actif  |
| ROKS Yulgok Yi I           | DDG-992        | Daewoo Shipbuilding & Marine Engineering | 14 novembre 2008 | 31 août 2010     |          | Actif  |
| ROKS Seoae Ryu Seong-ryong | DDG-993        | Hyundai Heavy Industries                 | 24 mars 2011     | 30 août 2012     |          | Actif  |